# Kalmarkustkyrka

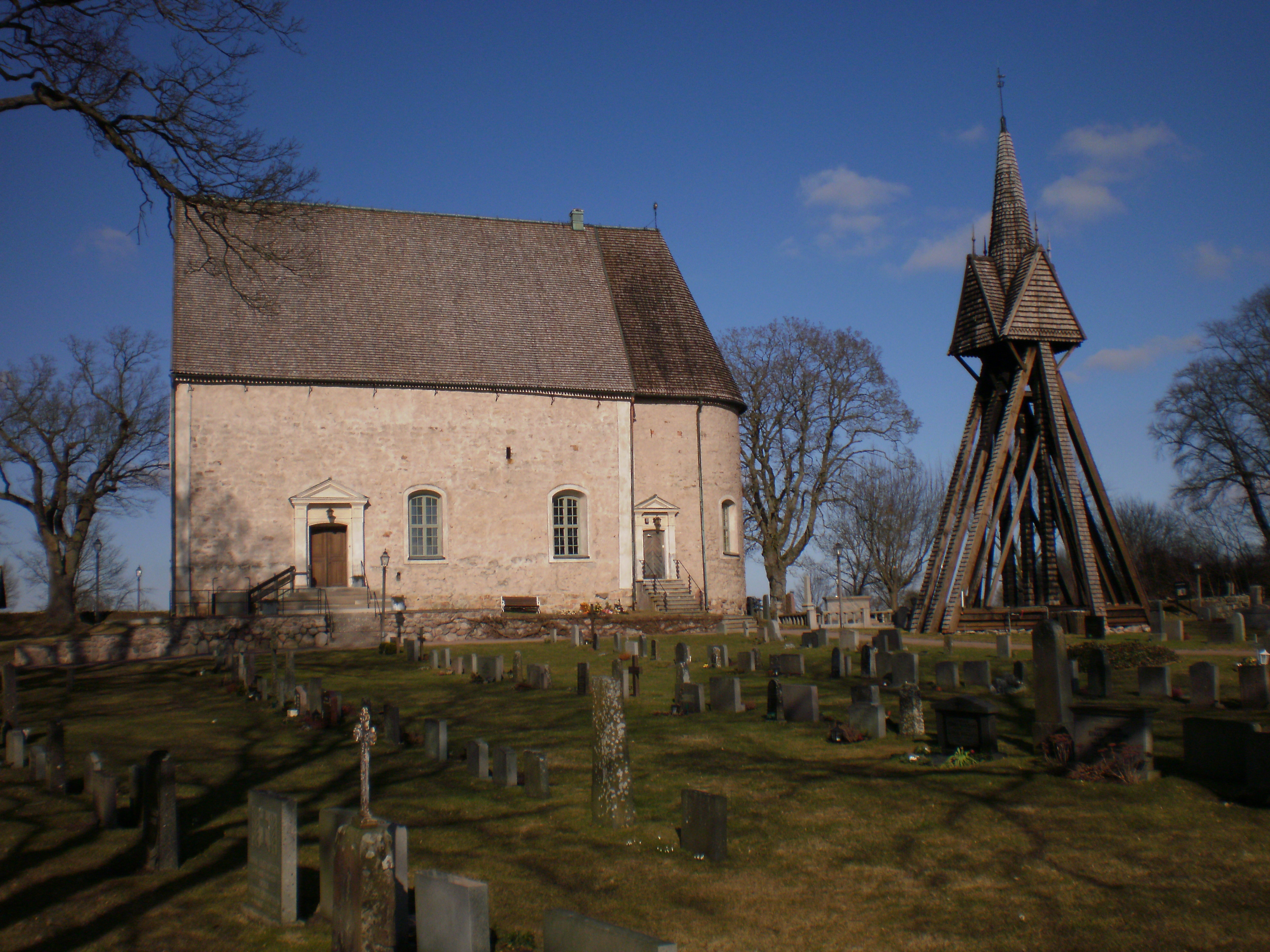
Kläckeberga kyrka

Kalmarkustkyrka är en typ av kustnära försvarskyrka.
Flera av de medeltida kyrkorna belägna vid Kalmarkustens närhet hade en dubbel funktion dels som gudstjänstrum, dels som försvarsanläggning. Murarna var metertjocka och fönstren bestod av små gluggar. De kännetecknas av att de uppförts i tre våningar.
- Källarvåning med möjlighet att fungera som kök.
- Mittenvåningen som fungerade som gudstjänstrum.
- Övervåningen var avsedd för försvar. Här fanns möjlighet att genom fönstren skjuta pil med pilbåge eller armborst och slunga sten med mera.